# بوب لينتون
بوب لينتون (بالإنجليزية: Bob Linton)‏ هو لاعب كرة قاعدة أمريكي، ولد في 18 أبريل 1902 في إمرسون في الولايات المتحدة، وتوفي في 3 أبريل 1980 في ديستن في الولايات المتحدة.

## وصلات خارجية
- بوب لينتون على موقعبيزبول رفرنس.كوم (الدوري الرئيسي) (الإنجليزية)
- بوب لينتون على موقعبيزبول رفرنس.كوم (الدوري الثانوي) (الإنجليزية)